# Aganope gabonica
Aganope gabonica är en ärtväxtart som först beskrevs av Henri Ernest Baillon, och fick sitt nu gällande namn av Roger Marcus Polhill. Aganope gabonica ingår i släktet Aganope och familjen ärtväxter. Inga underarter finns listade i Catalogue of Life.